# Lance Williams (ricercatore)
Lance Joseph Williams (Lawrence (Kansas), 25 settembre 1949 – Los Angeles, 20 agosto 2017) è stato un informatico, grafico e animatore statunitense.
Nel corso della sua carriera contribuì nello sviluppo delle tecniche di texture mapping prefiltraggio, shading, animazione facciale e antialiasing. Williams fu anche una delle prime persone a riconoscere il potenziale della computer grafica come strumento da impiegare nella produzione di film e video. Tra il 1979 al 1986, mentre era dipendente del Computer Graphics Lab del New York Institute of Technology, si cimentò nella realizzazione di un film d'animazione, The Works, progetto poi abbandonato. Se fosse stato completato, sarebbe stato il primo lungometraggio interamente fatto in computer grafica, anticipando quindi i lavori della Pixar e Toy Story - Il mondo dei giocattoli, del 1994.

## Educazione
Williams si laureò con lode in inglese con una specializzazione in studi asiatici presso l'Università del Kansas, prendendo un B.A. nel 1972. Mentre era studente, gareggiò in tornei collegiali di scacchi e si dice che avesse un punteggio di 1800. Fu attratto dall'Università dello Utah grazie un seminario estivo di "Calcolo umanistico" tenuto da Jef Raskin. Nel 1973 entrò nel corso di laurea in Informatica e studiò computer grafica e animazione con Ivan Sutherland, David Evans e Steven Coons. Nel 1977 Williams lasciò lo Utah (dopo aver completato gli esami del corso di dottorato senza però aver fatto la tesi) per entrare a far parte del New York Institute of Technology (NYIT). Qui elaborò la tecnica del MIP map per il filtraggio delle texture e si cimentò nel progetto cinematografico The Works, che avrebbe dovuto scrivere e dirigere ma che abbandonò nei primi anni ottanta. Se fosse stato completato, sarebbe stato il primo film interamente fatto in CGI.
Conseguì il dottorato di ricerca nel 2000 presso l'Università dello Utah sulla base di una regola che consentiva ad uno studente di fondere tre articoli giudicati importanti nel proprio campo di ricerca. Le pubblicazioni usate da Williams furono Casting Curved Shadows on Curved Surfaces (1978), Pyramidal Parametrics (1983) e View Interpolation for Image Synthesis (1993).

## Carriera professionale
Williams lavorò al New York Institute of Technology (NYIT) dal 1976 al 1986, focalizzandosi sulla ricerca nei settori dell'animazione commerciale e dello sviluppo della mappatura delle ombre e delle texture "mip". Successivamente consultò la Jim Henson Associates, sviluppando in modo indipendente il tracciamento facciale per l'animazione al computer, e fu impiegato dal 1987 al 1993 nell'Advanced Technology Group di Apple Computer, collaborando con Eric Chen con l'idea di aprire la strada ai primi lavori di rendering basati su immagini. Sviluppò il Virtual Integral Holography (con Dan Venolia) e alcuni sistemi di colorazione 3D e contribuì alla creazione di QuickTime VR. Nel 1997, Williams entrò a far parte della DreamWorks SKG. Nel 2002 divenne direttore scientifico presso i Walt Disney Animation Studios. Nel 2006, entrò a far parte di Google e diede una mano al Google Geo Group (Maps e Earth). Due anni dopo fu Principal Member of Research Staff di Nokia e dal 2012 al 2017 lavorò nello staff di NVIDIA Research.

## Vita privata
Morì il 20 agosto 2017, a sessantasette anni, di cancro. Aveva una moglie e due figli.

## Filmografia
- Sunstone, regia di Ed Emshwiller (1979) - supporto tecnico
- The Works (incompiuto) - regia, sceneggiatura

## Pubblicazioni
- Casting Curved Shadows on Curved Surfaces, in Computer Graphics (SIGGRAPH '78 Proceedings) vol. 12, no. 3, 270-274.
- Pyramidal Parametrics, inComputer Graphics (SIGGRAPH '83 Proceedings) vol. 17, no 3, 1-11.
- Performance-Driven Facial Animation, in Computer Graphics (SIGGRAPH '90 Proceedings) vol. 24, no. 4, 235-242.
- 3D Paint, in Symposium on Interactive 3D Graphics, 1990.
- Shading in Two Dimensions," Graphics Interface '91, Calgary, Alberta, 1991.
- Living Pictures, in Computer Animation '93, Svizzera, 1993.
- View Interpolation Image Synthesis (con Shenchang Eric Chen), in Computer Graphics (SIGGRAPH '93 Proceedings) 279-288.
- Animating Images with Line Drawings," (con Pete Litwinowicz), in Computer Graphics (SIGGRAPH '94 Proceedings) 409-412.
- Motion Signal Processing," (con Armin Bruderlin), in Computer Graphics (SIGGRAPH '95 Proceedings) 97-104.
- Shadows for Cel Animation (con Adam Finkelstein et al.), in Computer Graphics (SIGGRAPH 2000 Proceedings) 511-516.

## Riconoscimenti
- 2001 - ACM SIGGRAPH Coons Award per gli eccezionali contributi creativi alla computer grafica
- 2002 - Oscar al merito tecnico-scientifico per "la sua influenza pionieristica nel campo dell'animazione generata dal computer e degli effetti per i film"[3][4]
- 2002 - Dottorato honoris causa in Belle Arti, Columbus College of Art and Design